# Derivat
Za financijski instrument vidi derivat (financije).
U kemiji, derivat je spoj koji je izveden iz sličnog spoja kemijskom reakcijom.
U prošlosti je derivat također označavao spoj za koji se može zamisliti da nastaje iz drugog spoja, ako se jedan atom ili grupa atoma zamijeni drugim atomom ili grupom atoma, ali moderni kemijski jezik sada koristi izraz strukturni analog za ovo značenje, čime se eliminira dvosmislenost. Izraz "strukturni analog" uobičajen je u organskoj kemiji.
U biokemiji se riječ koristi za spojeve koji se barem teoretski mogu formirati iz prekursora spoja.
Za olakšavanje analize mogu se koristiti kemijski derivati. Na primjer, analiza točke taljenja (tt) može pomoći u identifikaciji mnogih organskih spojeva. Takav način određivanja molarne mase molekula naziva se krioskopija. Ona se temelji na mjerenju sniženja ledišta neke tvari i potom izračunavanja molarne mase. Može se pripraviti kristalni derivat, kao što je semikarbazon ili 2,4-dinitrofenilhidrazon (izveden iz aldehida ili ketona), kao jednostavan način provjere identiteta izvornog spoja, pod pretpostavkom da je dostupna tablica tt vrijednosti derivata. Prije pojave spektroskopske analize, takve su metode bile široko korištene.
U analitičkoj kemiji, derivatizacija se može koristiti za pretvaranje analita u druge vrste za poboljšanje detekcije. Na primjer, polarne skupine kao što su N-H ili O-H mogu se pretvoriti u manje polarne skupine. Ova reakcija smanjuje vrelište molekule, dopuštajući nehlapljivim spojevima da se analiziraju plinskom kromatografijom.